# Carlos Lennox (1672-1723)
Carlos Lennox, primer duque de Richmond, primer duque de Lennox, KG (Casa Goodwood cerca de Chichester, Sussex, 29 de julio de 1672-27 de mayo de 1723), fue un noble británico.

## Vida
Era el más joven de los siete hijos ilegítimos del rey Carlos II, y era el único hijo del rey con su amante de origen francés Luisa de Kérouaille, duquesa de Portsmouth. Fue nombrado condestable hereditario del castillo de Inverness.

### Títulos
Varios títulos se volvieron elegibles para una nueva concesión tras la muerte en 1672 de su primo en cuarto grado sin hijos del rey Carlos II (ambos descendientes en la línea masculina de John Estuardo, III conde de Lennox, el abuelo paterno de Enrique Estuardo, Lord Darnley, padre del rey Jacobo I de Inglaterra) Carlos Estuardo, tercer duque de Richmond, sexto duque de Lennox (1639-1672), KG, duodécimo señor de Aubigny en Francia, de Cobham Hall en Kent y de Richmond House en Whitehall, Londres. 
Esta rama inglesa anglicanizada de la familia escocesa de "Estuardo de Darnley" había sido muy valorada y promovido por el rey Jacobo I y VI, cuyo favorito había sido el franco-escocés Esmé Stewart, primer duque de Lennox, primer conde de Lennox (1542-1583), séptimo señor de Aubigny, primo hermano de su padre (y bisabuelo del último en la línea masculina Carlos Estuardo, tercer duque de Richmond, sexto duque de Lennox).
Así, los títulos de Lennox y Richmond y el francés Seigneurie d'Aubigny (efectivamente el señorío de la mansión del Château de Aubigny en Aubigny-sur-Nère) tuvo un significado especial para los monarcas Estuardo.
Además, el título de Conde de Richmond se había fusionado en la corona en el acceso al trono en 1485 del rey Enrique VII, ex conde de Richmond, y el título escocés de Conde de Lennox se había fusionado en la corona de Inglaterra, como el rey Jacobo I de Inglaterra y VI de Escocia fue efectivamente el quinto conde de Lennox, siendo el heredero de su abuelo paterno Mateo Estuardo, IV conde de Lennox.
Carlos, el 9 de agosto de 1675, el hijo ilegítimo del rey Carlos II (con Louise de Kérouaille) que había recibido el apellido "Lennox", fue nombrado duque de Richmond , Conde de March y barón Settrington en la nobleza de Inglaterra y el 9 de septiembre de 1675, fue creado duque de Lennox, Conde de Darnley y barón Methuen de Torbolten en la Nobleza de Escocia. Fue investido como Caballero de la Orden de la Jarretera el 18 de abril de 1681.
En 1684, a petición del rey Carlos II, el rey francés Luis XIV creó a Luisa de Kérouaille "Duquesa de Aubigny" en la nobleza de Francia, y para el resto para sus descendientes. Como el primer duque falleció antes que su madre, nunca ocupó el ducado francés, que sin embargo fue heredado por su hijo, el nieto de la duquesa. Fue nombrado Lord Alto Almirante de Escocia, bajo la reserva de la comisión otorgada a Jacobo, duque de Albany y York (más tarde Jacobo VII), como Lord Alto Almirante de por vida. Por lo tanto, el nombramiento solo fue efectivo entre 1701 y 1705, cuando Lennox renunció a todas sus tierras y cargos escoceses.
Fue maestro de una logia en Chichester en 1696, y también lo fue uno de los pocos masones conocidos del siglo XVII. Su hijo lo siguió en el ingreso a los masones.

### Matrimonio, relaciones e hijos
El 8 de enero de 1692 se casó con Ana Brudenell (m. 9 de diciembre de 1722), una hija de Francis Brudenell, Lord Brudenell (d. 1698), hijo mayor y heredero aparente de Robert Brudenell, segundo conde de Cardigan . De su esposa tuvo un hijo y dos hijas:
- Carlos Lennox, segundo duque de Richmond, segundo duque de Lennox, segundo duque de Aubigny (1701-1750), hijo y heredero, conocido durante la vida de su padre por el título de cortesía de Conde de March.
- Lady Luisa Lennox (condesa de Berkeley), que se casó con James Berkeley, tercer conde de Berkeley.
- Lady Ana Lennox (condesa de Albemarle), que se casó con Guillermo van Keppel, segundo conde de Albemarle.

De su amante Jacqueline de Mézières tuvo una hija, Renée Lennox (1709-1774), amante de su medio primo hermano Carlos Beauclerk, segundo duque de St Albans, hijo y heredero del sexto hijo ilegítimo del rey Carlos II (con su amante Nell Gwyn).

## Patronazgo del cricket
Fue un mecenas del juego de cricket , luego se convirtió en un deporte profesional líder e hizo mucho para desarrollarlo en Sussex. Es casi seguro que estuvo involucrado en el primer "gran partido" conocido, que tuvo lugar en la temporada de 1697 y fue el primero en ser informado por la prensa. El informe se publicó en el Foreign Post el miércoles 7 de julio de 1697: 

"A mediados de la semana pasada se jugó un gran partido de cricket en Sussex; había once de un lado, y jugaron por cincuenta guineas cada uno".

Lo que está en juego confirma la importancia del encuentro y el hecho de que fuera de once jugadores sugiere que se formaron dos equipos fuertes y bien equilibrados. No se dieron otros detalles, pero el informe proporciona evidencia de que el cricket de primera clase, en forma de "grandes partidos" jugados por grandes apuestas, estaba de moda en ese momento. Posiblemente fue un partido entre condados: es decir, un Sussex XI contra un Kent XI o un Surrey XI. Richmond patrocinó un equipo en la temporada de 1702 contra un equipo de Arundel. Su hijo Carlos Lennox, segundo duque de Richmond heredó su interés en el cricket y se convirtió en el patrón de los equipos de cricket del condado de Sussex y del Slindon Cricket Club.

## Fallecimiento y entierro
Murió el 27 de mayo de 1723 y fue enterrado el 7 de junio de 1723 en la Capilla de Richmond (Capilla de Enrique VII) de la Abadía de Westminster, cuya capilla había sido construida por el Rey Enrique VII, anteriormente Conde de Richmond. Su cuerpo fue enterrado de nuevo el 16 de agosto de 1750 en la Lady Chapel de la Catedral de Chichester en Sussex.

## Condado de Richmond, Estados Unidos
El condado de Richmond, Nueva York (co-terminal con Staten Island) y el condado de Richmond, Virginia, recibieron el nombre por Carlos Lennox, primer duque de Richmond, mientras que otros condados estadounidenses llamados "Richmond" recibieron el nombre de duques posteriores.